# Meknassa Acharqia
Meknassa Acharqia (franska: Meknassa Acharqia (CR), Meknassa Acharqia (Commune Rurale), arabiska: كلدمان) är en kommun i Marocko.   Den ligger i provinsen Taza och regionen Fès-Meknès, i den nordöstra delen av landet, 270 km öster om huvudstaden Rabat. Antalet invånare är 7 532.